# Cami Privett
Cambria Danielle Privett (* 16. März 1993) ist eine US-amerikanische Fußballspielerin.

## Karriere
Während ihres Studiums an der University of California, Irvine spielte Privett von 2011 bis 2014 für die dortige Universitätsmannschaft der UC Irvine Anteaters und lief zudem in der Saison 2012 in zwei Spielen für den W-League-Teilnehmer Los Angeles Strikers auf. Im April 2015 wurde sie als Amateurspielerin in den erweiterten Kader des NWSL-Teilnehmers Houston Dash berufen und debütierte dort am 2. Mai im Heimspiel gegen den amtierenden Meister FC Kansas City. Im Sommer 2015 wechselte Privett nach vier Einsätzen für Houston bis zum Jahresende zum norwegischen Erstligisten Kolbotn IL. Danach kehrte sie wieder in die Vereinigten Staaten zurück und unterschrieb zur Saison 2016 einen neuen Vertrag bei den Houston Dash. Im März 2018 beendete Privett ihre Karriere. Am 11. Dezember 2018 unterschrieb sie dann aber doch noch einmal beim spanischen Erstligisten EDF Logroño. Im Juli 2019 kehrte sie dann sogar zu Houston Dash zurück.